# Fatih Mehmet Maçoğlu

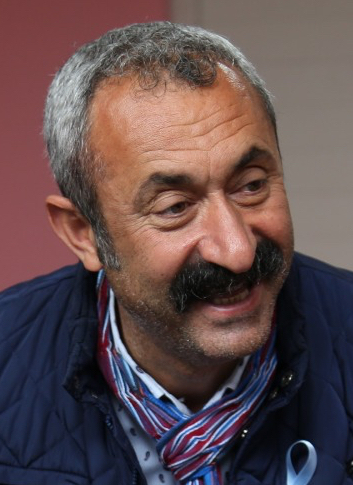
Fatih Mehmet Maçoğlu (2019)

Fatih Mehmet Maçoğlu (* 20. Dezember 1968) ist ein Kommunalpolitiker der Kommunistischen Partei der Türkei (TKP). Er war Bürgermeister von Ovacık und von 2019 bis 2024 Bürgermeister der Provinzhauptstadt Tunceli als einziger Bürgermeister der TKP. Bei den Kommunalwahlen am 31. März 2024 bewarb er sich um das Amt des Bürgermeisters im Bezirk Kadıköy von Istanbul, wurde jedoch nicht gewählt.

## Leben
Maçoğlu kam im Dorf Çemberlitaş in Tunceli, in den Bergen Dersims in Anatolien, als Sohn einer alevitischen Zaza-kurdischen Familie zur Welt. Die Grundschule besuchte er in Ovacık als Internatsschüler und das Berufsfachgymnasium in Bingöl. Seine erste berufliche Station war eine Tätigkeit im Gesundheitswesen im İlçe Bozkır in Konya. Von 1992 bis 2007 arbeitete er in Pertek als Angestellter im Gesundheitswesen. Ab 2007 war er in der Notfallambulanz im staatlichen Krankenhaus von Tunceli angestellt. Maçoğlu ist verheiratet und Vater zweier Kinder.
Bei den Kommunalwahlen im Jahr 2014 wurde Maçoğlu für die Cumhuriyet Halk Partisi mit 36,1 Prozent der Stimmen als Bürgermeister in Ovacık, einer Ortschaft mit 3000 Einwohnern, gewählt. Maçoğlu initiierte diverse Reformen: die Nutzung des öffentlichen Nahverkehrs in drei Mahalle von Ovacık wurde kostenfrei, der Wasserpreis erheblich gesenkt und eine Bibliothek mit 10.000 Büchern eröffnet. Landwirtschaftliche Genossenschaften auf zu Volkseigentum erklärten staatlichen Äckern begannen den Erlös aus dem Verkauf der Feldfrüchte (Bohnen, Kichererbsen) an die ärmsten der Familien und Schulstipendien zu verteilen; er sorgte für Transparenz des öffentlichen Haushalts und gründete eine Volksversammlung der Dorfbewohner.
Maçoğlu verließ die Partei und trat dann in die Barış ve Demokrasi Partisi ein. Später wechselte er zur TKP. Das "rote Dorf" und sein Bürgermeister, der sich gegen die von der islamisch-konservativen AKP von Staatspräsident Erdoğan verordnete Politik wehrte, wurden in der ganzen Türkei bekannt. Diese Popularität ermutigte Maçoğlu, sich 2019 mit der türkischen KP bei der Kommunalwahl in der Nachbarstadt Tunceli zu bewerben. Im Vordergrund in seinem zweiten Kommunalwahlkampf stand die Rolle der Frau in der Gesellschaft. 2019 wurde Maçoğlu in das Bürgermeisteramt der Provinzhauptstadt Tunceli gewählt – die bis dahin von der AKP-Regierung unter Zwangsverwaltung gestellt war.